# Isognathus scyron
Isognathus scyron là một loài bướm đêm thuộc họ Sphingidae. Nó được tìm thấy ở Surinam, Guyane thuộc Pháp, Cuba, Costa Rica và Guatemala.
Sải cánh dài 72–73 mm. 
Con trưởng thành bay quanh năm.
Ấu trùng có thể ăn Apocynaceae. They have long tails và are very colourful, suggesting they are unpalatable to birds.

## Hình ảnh

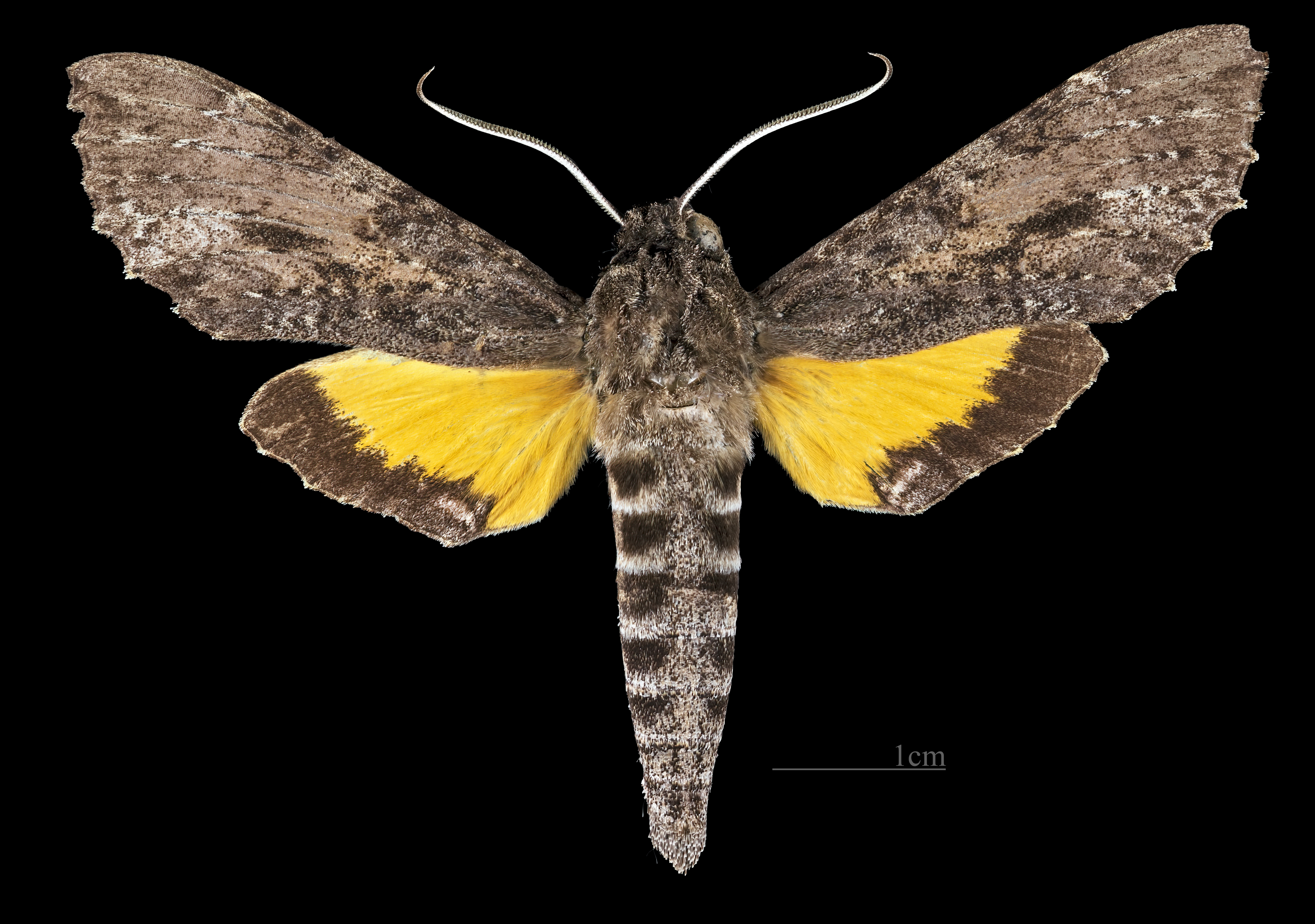
Isognathus scyron ♂
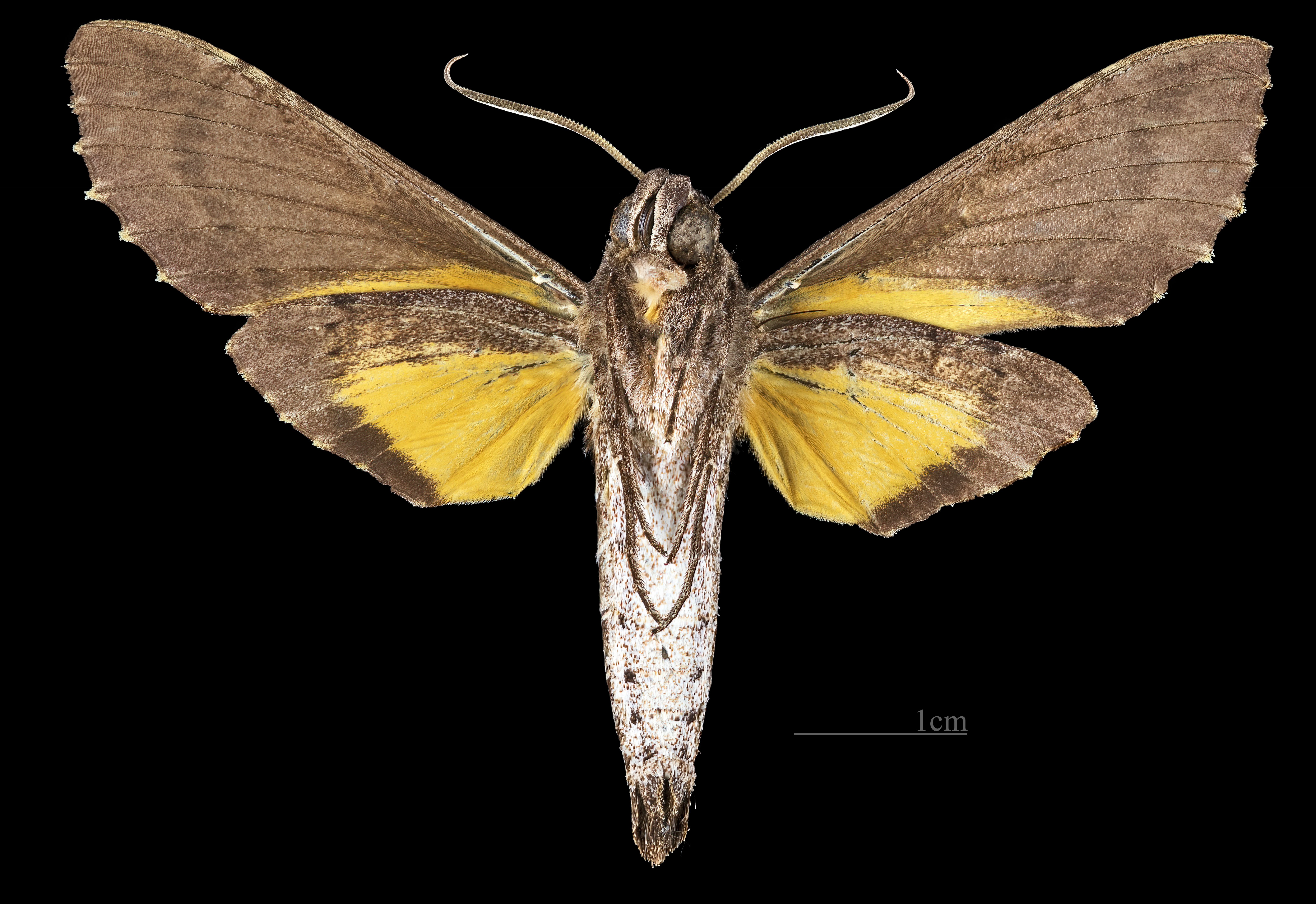
Isognathus scyron ♂  △
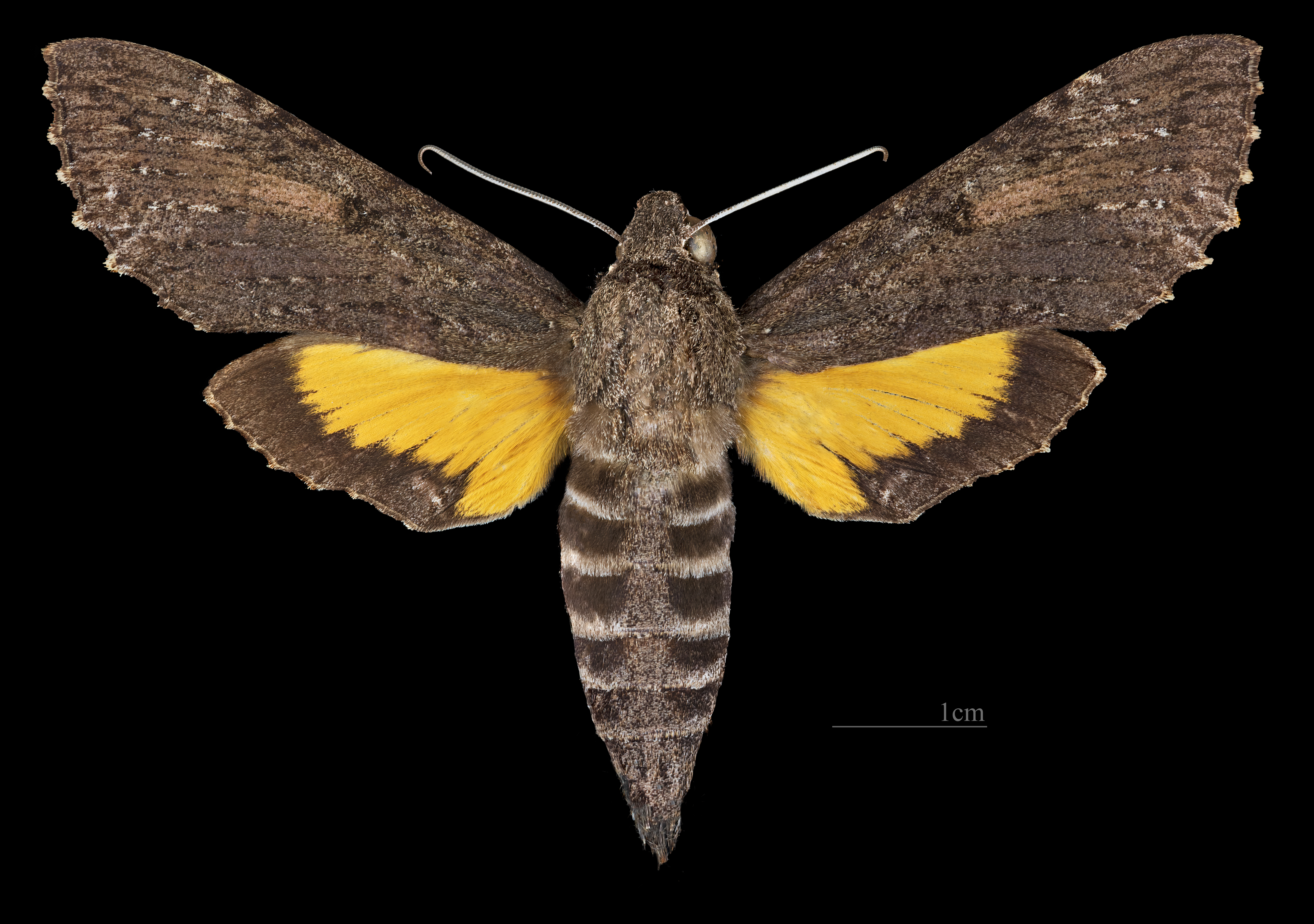
Isognathus scyron  ♀
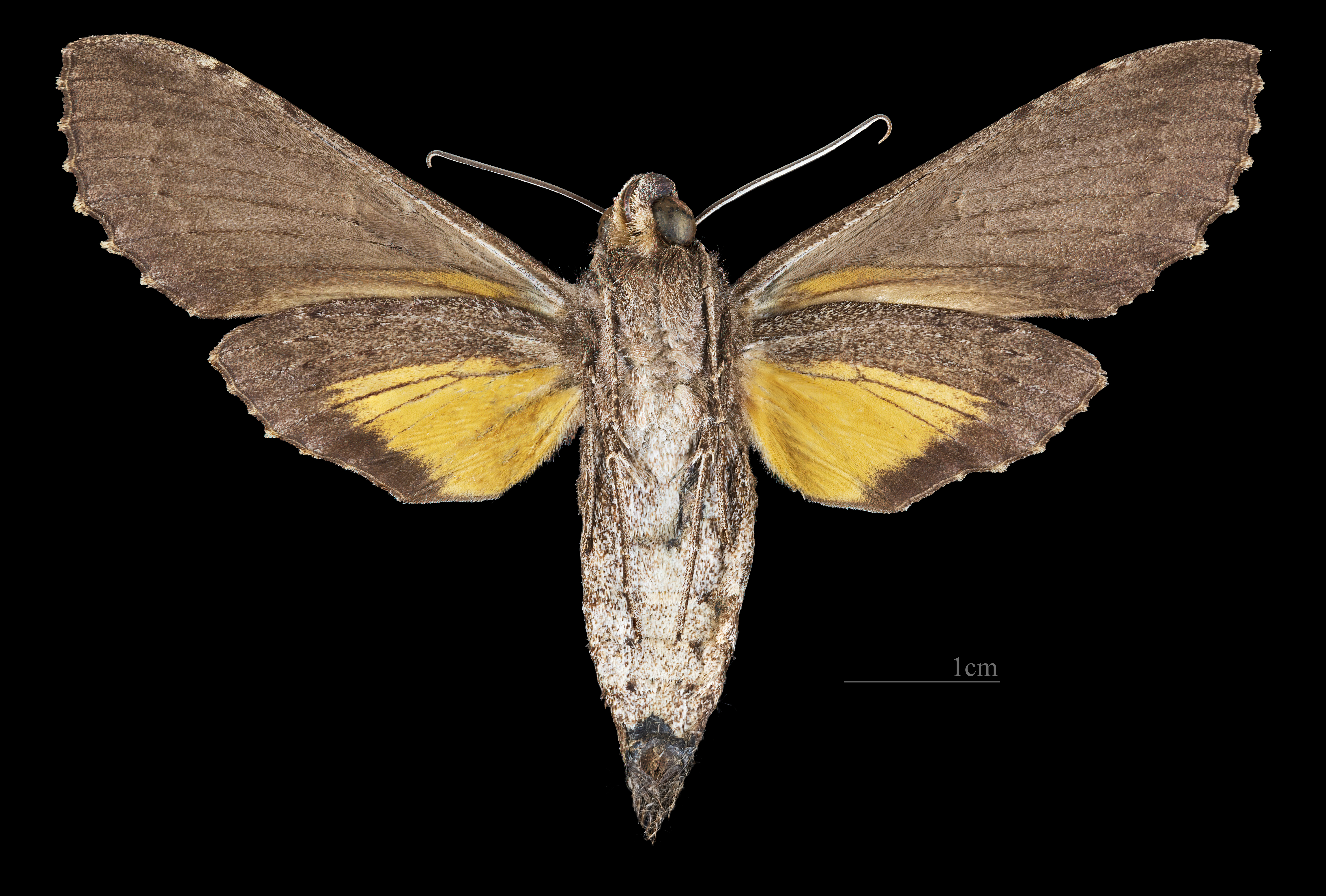
Isognathus scyron  ♀ △